# 樹木葬

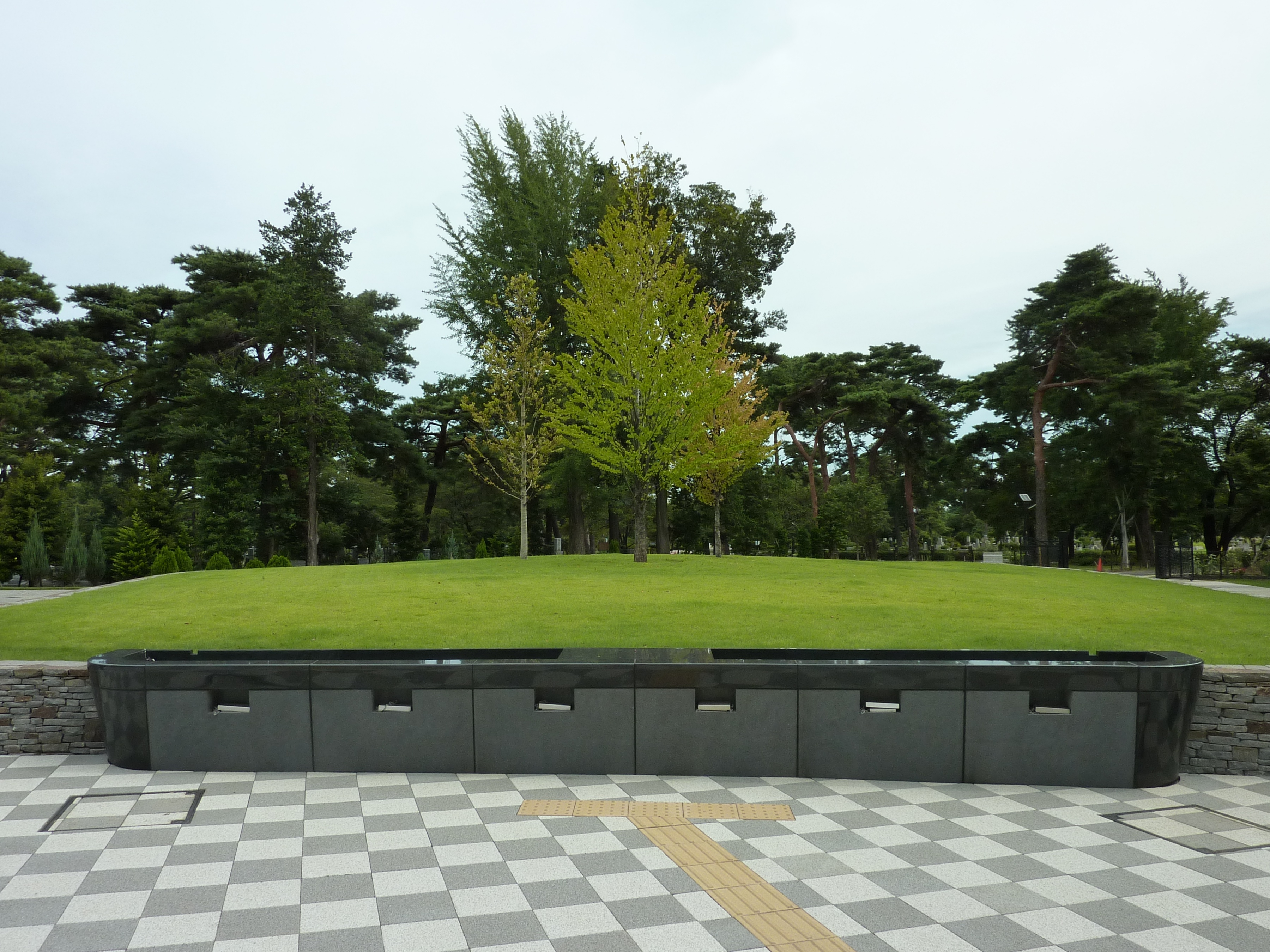
小平霊園の樹木墓地

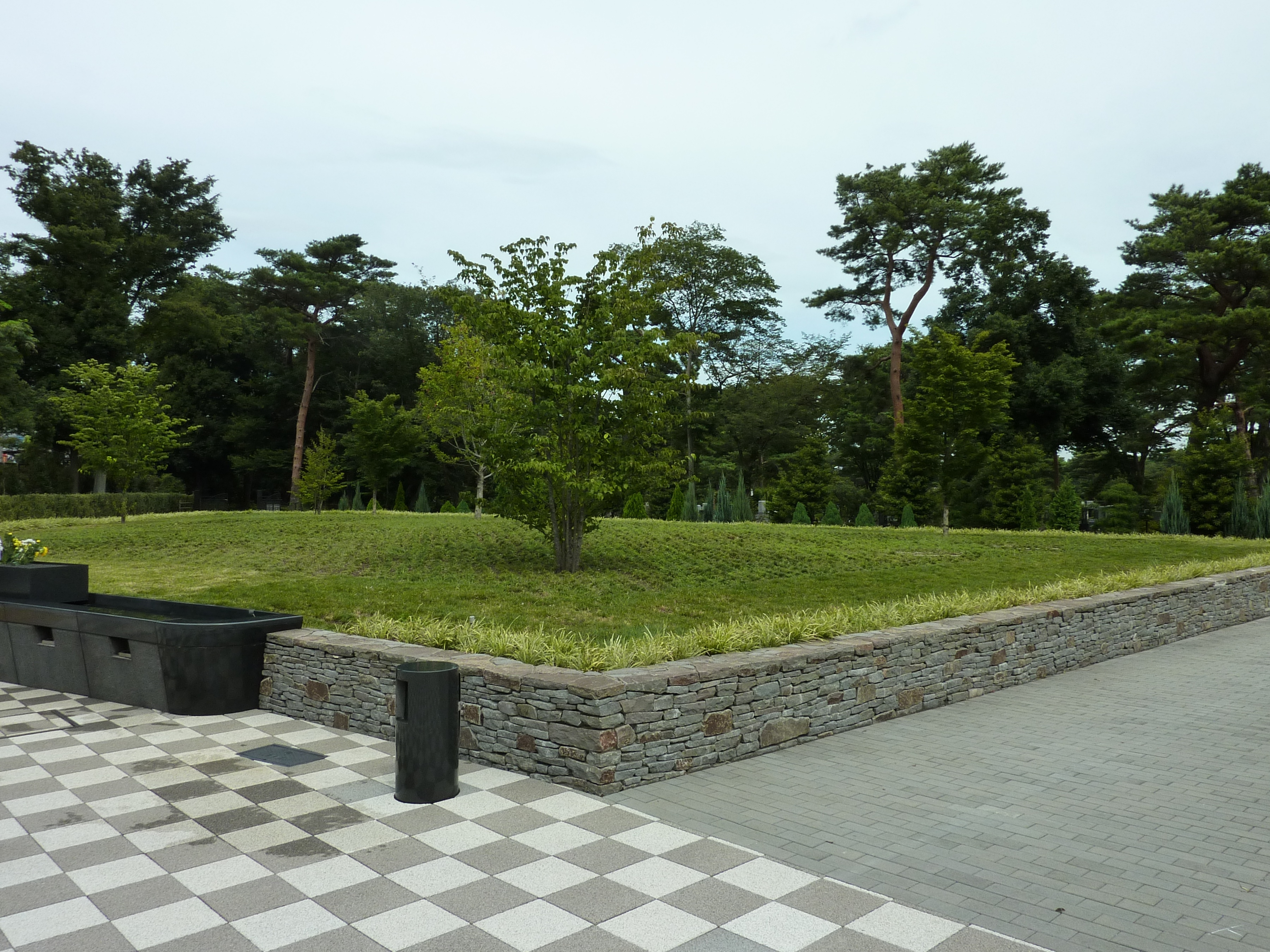
小平霊園の樹林墓地

樹木葬（じゅもくそう）は、墓石の代わりに樹木を墓標とする墓。樹木葬墓地（じゅもくそうぼち）、樹林墓地（じゅりんぼち）とも呼ばれる。なお、自然の中での埋葬を実現するという点で樹木葬墓地と森林墓地は目的が共通するが、施設整備という点で両者は区別されることがある（森林墓地を参照）。

## 概要
樹木葬は、墓地、埋葬等に関する法律による許可を得た墓地（霊園）に遺骨を埋葬し、遺骨の周辺にある樹木を墓標として故人を弔う方法である。墓地の中央にシンボルとなる樹木（シンボルツリー）を植え、その周辺の区画に遺骨を埋葬する。
埋葬するには、通常の墓地と同じく市区町村長からの埋火葬許可証が必要である。また、現時点で既に埋葬されている墓地から樹木葬に改葬する場合には、「墓地、埋葬等に関する法律」が求める改葬手続きに則り、他の親族・親戚といった利害関係者の承諾や、旧墓のある墓地管理者からの埋蔵証明書、市区町村長からの改葬許可、旧墓地の更地返還などが必要となる。
墓碑として用いられる樹木は大きくならない低木が一般的で、理由として高木は広がった根が骨壷や遺骨を妨害し悪影響を及ぼす可能性があることが挙げられる。ただし、管理者が根の広がりを予測の上で、計画的に高木を植える場合もある。
主なシンボルツリーはオリーブ、バラ、サルスベリ、サクラ、ウメモドキ、エゾアジサイ、ムシカリ、ツリバナ、モミジ等がある。管理者の注意点として植樹する地域で生育できること、生態系に悪影響を与えないことなどが配慮されている。
樹木葬に関心が集まる背景には、自然回帰や環境保全への関心の高まりのほかに、都市への人口集中による公営墓地の不足や、非婚層の増加など社会的環境の変化によって、家庭によっては家墓の維持管理が難しくなりつつあるなかで、家墓以外のタイプのお墓へのニーズが高まった事情が指摘される。

### 沿革
樹木葬墓地は1999年に岩手県一関市で祥雲寺が申請し許可された民間霊園「樹木葬公園墓地」が日本初である。樹木葬公園墓地は既存の自然樹林地全体を墓地とした点で、植樹によって墓地を形成する樹木葬墓地とは本質的に異なる。同様の樹木葬墓地はイギリスではWood Land Burialと呼ばれ、イギリス各地に見られる。日本でも里山や放置林を墓地にしようとする動きはあるが、2014年現在で実現できた例は樹木葬公園墓地が唯一である。
2012年には、小平霊園に都立霊園初の樹林墓地が完成し、2014年に樹林墓地に隣接して樹木墓地が作られた。小平霊園の樹木墓地と樹林墓地の違いは、遺骨を個別に埋蔵するのが樹木墓地であり、合葬して一緒に埋蔵するのが樹林墓地である。

## 散骨との違い
樹木葬は墓地として許可を得た場所に「埋める」のに対して、散骨は墓地以外の場所に「撒く」という違いがある。
樹木葬は墓地として許可された場所へしか遺骨を埋葬できないというデメリットがある反面、樹木葬墓地の形態によっては墓地となっている里山を育てる効果があるとされる。また、樹木葬は墓地埋葬法に沿っているため、散骨のように遺骨遺棄罪に問われるおそれはない。

## 外国における樹木葬

### 韓国
国土有効利用の観点から、2008年施行の改正「葬事等に関する法律」で樹木葬などの自然葬が推奨されるようになった。統計庁の「2015年社会調査」によると韓国人の二人に一人は樹木葬を望んでいる。